# Naenia filicis
Naenia filicis är en fjärilsart som beskrevs av Johann August Ephraim Goeze. Naenia filicis ingår i släktet Naenia och familjen nattflyn. Inga underarter finns listade i Catalogue of Life.